# Cometes giesberti
Cometes giesberti är en skalbaggsart som beskrevs av Hovore och Santos-silva 2007. Cometes giesberti ingår i släktet Cometes och familjen långhorningar.
Artens utbredningsområde är Panama. Inga underarter finns listade i Catalogue of Life.